# Uppalavannā
Uppalavannā (chinesisch: 蓮華色比丘尼 oder 優缽華色比丘尼) war neben Khema eine der zwei weiblichen Anhänger von Buddha. Sie war die Tochter eines wohlhabenden Kaufmannes und für ihre große Schönheit bekannt. Der Name bedeutet: „Die mit dem Farbton des blauen Lotus“. Das Uppalavanna Sutta bezieht sich auf Uppalavannā (Samyutta Nikaya, V.5).

## Familienleben
Uppalavannā war die Tochter eines Geschäftsmannes von Shravasti. Sie wurde Uppalavanna genannt, weil ihr Antlitz dem blauen Lotus ähnelte. Wegen ihrer Schönheit hielten mächtige und wohlhabende Männer um ihre Hand an. Sie wollte aber nicht so viele Männer enttäuschen und beschloss daher, Bhikkhuni (Nonne) zu werden. Uppalavannā machte schnelle Fortschritte in der Meditation und wurde zu einem Arhat (voll befreit). Buddha erklärte sie zur Fortgeschrittensten unter den Nonnen, was übernatürliche Kräfte (Abhijna) betraf.